# St. Johannis (Schönebeck)

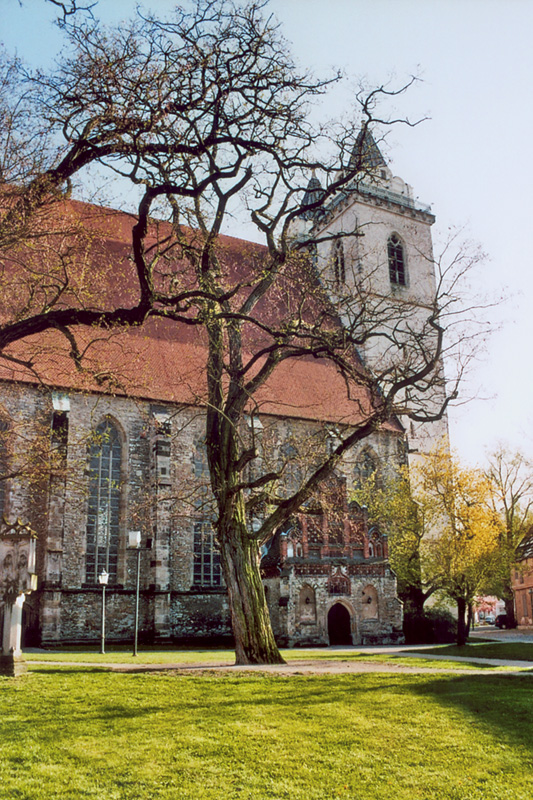
St.-Johannis-Kirche

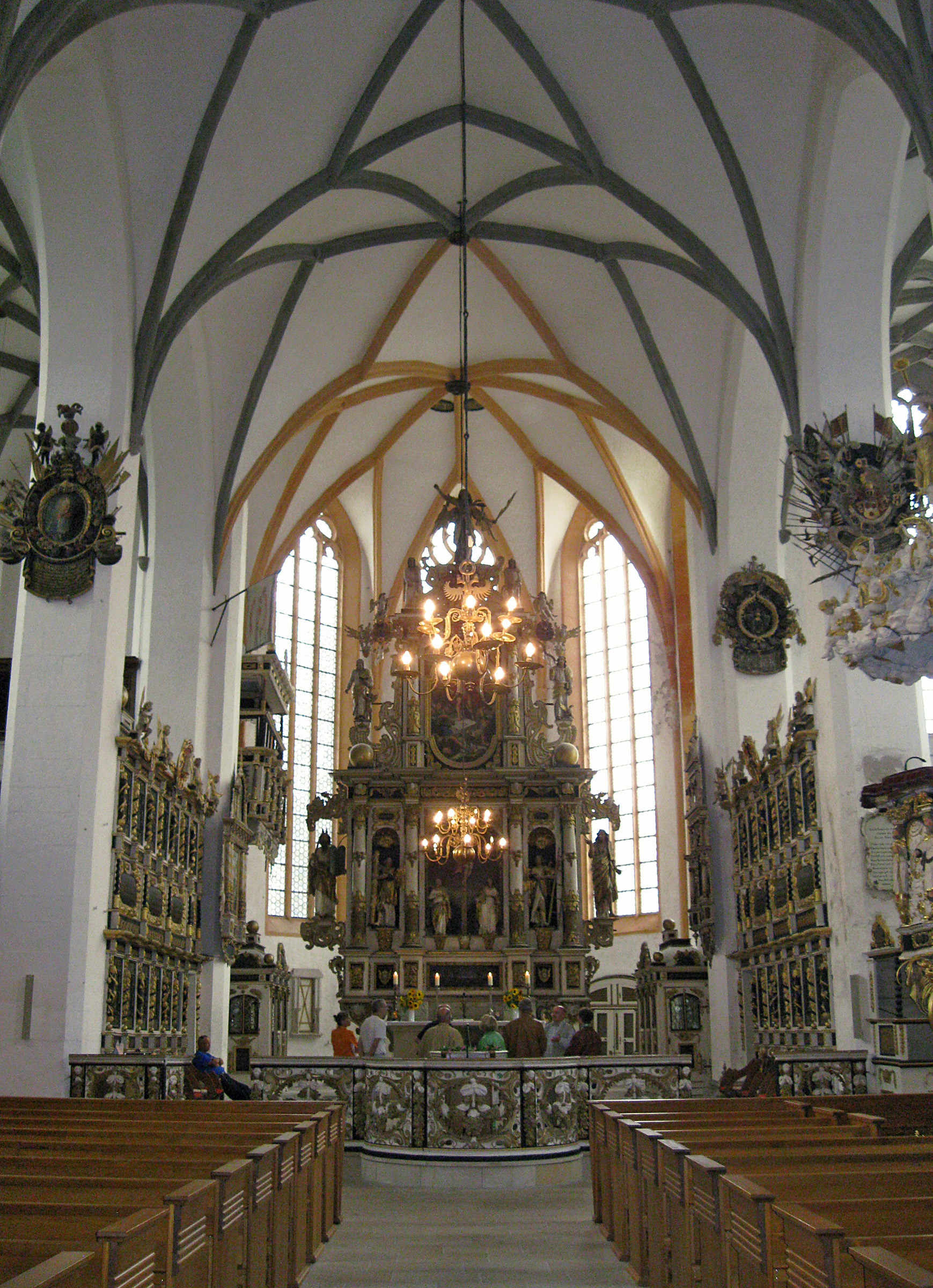
Im Hintergrund der Hochaltar von 1665

Die St. Johannis ist eine evangelische Kirche in Bad Salzelmen, Schönebeck (Elbe) im deutschen Bundesland Sachsen-Anhalt. Anfang des 15. Jahrhunderts beschloss man, eine Kirche bauen zu lassen. Am 29. August 1430 erfolgte die Grundsteinlegung auf der Westseite, um sich mit den Türmen eine Zufluchtsstätte im Kriegs- und Katastrophenfall zu schaffen. An der Kirche wurde über ein Jahrhundert lang gebaut.

## Architektur
Im Wesentlichen handelt es sich bei der St. Johannis um eine spätgotische Hallenkirche – beide Seitenschiffe haben mit 14,7 Meter (nördlich) und 14,1 Meter (südlich) fast die gleiche Höhe wie das Mittelschiff mit 15 Meter. An den massiven Westbau mit seinen zwei Türmen schließt sich eine weite dreischiffige Halle mit polygonaler Apsis, 17 Stützpfeilern und einem hohen Dach an, dessen Dachkante bei 15 Meter ansetzt. Ein Brand zerstörte 1635 den größten Teil der ursprünglichen Inneneinrichtung, was die Neugestaltung des Kirchenraumes in der zweiten Hälfte des 17. Jahrhunderts erforderte. Die Kirche besitzt eine reiche Ausstattung im Barockstil. Damit besitzt die St.-Johannis-Kirche eine kultur- und kunsthistorische Einmaligkeit, die sie auch über die Landesgrenzen von Sachsen-Anhalt hinaus bedeutsam macht. Im Chorraum steht ein Hochaltar, der von den Bildhauern Giegaß aus Magdeburg und Wilhelm Schorigus d. J. aus Braunschweig sowie dem Wittenberger Kunstmaler Schröder geschaffen wurde.

## Ausstattung
In den einzelnen Stockwerken des rund 12 Meter hohen Hochaltars von 1665 werden wichtige Personen und Ereignisse der Heilsgeschichte dargestellt. Zu den größten Kostbarkeiten gehört die 1676 vom Hallenser Bildhauer Maximilian Dreißigmark gestaltete Barockkanzel, die auf einer vergoldeten Palme ruht. Tobias Wilhelmi schuf mit der Chorschranke ein auffallendes Schnitzwerk.
Wertvolle Epitaphien erinnern an die einst einflussreichen Familien der Stadt.
Die Kirche besaß in früherer Zeit vier Bronzeglocken im Geläut. Die älteste Kirchenglocke, die vom Turm ihre Stimme erklingen ließ, wurde um 1275 gegossen, als es die so genannte Pfännerkirche noch gar nicht gab. Sie gehörte vormals zur Dorfkirche von Esterhusen. Mit der Baufälligkeit dieses Gotteshauses holte man sie in die neue Kirche.
1635, mitten in der Zeit des Dreißigjährigen Krieges, zerstörte ein Brand weitgehend die ursprüngliche Inneneinrichtung. Erhalten geblieben sind bis heute die beiden kleinen Schüleremporen und das wertvolle Altarkruzifix von 1550. Der Brand griff auch auf das Dach und die Türme über, sodass sogar die Glocken herunterstürzten. Erst 1646 konnte das Satteldach wieder aufgebracht und der Innenraum neu ausgestaltet werden. Die Orgel ist ein Werk von Wilhelm Rühlmann aus dem Jahr 1914 mit 45 Registern auf drei Manualen und Pedal. Sie wurde im Jahr 2002 von W. Sauer Orgelbau Frankfurt (Oder) restauriert.
Die Vorhalle mit Eingang besitzt einen sehr schönen Staffelgiebel in Backsteingotik. Heiligenfiguren und Ornamente bestimmen sein Aussehen. Besonders wertvoll ist über dem Eingangsportal das Kreuzigungsrelief mit seinem großen Symbolgehalt.

## Türme
Eine Chronik berichtet, dass die Türme doppelt so hoch werden sollten, höher als die des Magdeburger Doms. Aber der Erzbischof aus Magdeburg soll sein Veto eingelegt haben. Die Türme durften danach höchstens halb so hoch werden wie die der Bischofskathedrale. So blieben sie auch lange unvollendet und erst später (um 1550) setzte man die Renaissancespitzen auf. Die Türme erhielten so eine Höhe von 52 Meter. In den Pyramiden befinden sich zum Teil sehr gut erhaltene Räume der ehemaligen Türmerwohnung, die bis zum Jahre 1901 von einem Turmwächter besetzt war. Dort wurde inzwischen ein kleines Turmmuseum eingerichtet. Im Sommerhalbjahr finden regelmäßig Turmbesteigungen statt, in denen man vom 41 Meter hoch gelegenen Rundgang die Stadt besichtigen kann.

## Pfarrer an der St. Johannis
| Name                                      | Amtszeit  |
| ----------------------------------------- | --------- |
| Johann Wulschitz                          | 1538–?    |
| Johann Meyer                              | ?–1561    |
| Mattheus Johannes                         | 1562–1570 |
| Lorenz Dunger                             | 1670–1571 |
| Lorenz Matthes                            | 1571–1573 |
| Johann Wecker                             | 1574–1580 |
| Johannes Münchmeyer                       | 1580–1606 |
| Erhard Hering                             | 1607      |
| Christian Plochius                        | 1608–1621 |
| Daniel Schibelius                         | 1621–1639 |
| Petrus Wilhelmi                           | 1639–1641 |
| Warsenhensch                              | 1646–1650 |
| Heinricus Reinesius                       | 1643–1671 |
| D. Heinrich Philipp Herrwardt             | 1671–1674 |
| Dr. Christian Seelmann                    | 1674–1675 |
| Matthias Lange                            | 1675–1679 |
| Jeremias Reichhelm                        | 1679–1685 |
| David Büttner                             | 1685–1694 |
| Paulus Simonis                            | 1694–1712 |
| Joachim Franziskus Lehmgrübner            | 1712–1724 |
| Christian Krause                          | 1725–1733 |
| Johann Siegmund Suske                     | 1733–1754 |
| Wilhelm Gottlieb Pauli                    | 1754–1763 |
| Eusebius Leberecht Güldenberg             | 1763–1793 |
| Heinrich Ludwig Theune                    | 1793–1835 |
| Christian Dietrich Heinrich Matthias Koch | 1836–1862 |
| Friedrich Wilhelm Grünwald                | 1862–1892 |
| Paul Hermann Joh. Manger                  | 1893–1896 |
| Gustav Schultze                           | 1896–1912 |
| Hugo Julius Waerlich                      | 1913–1940 |
| Friedrich Otto Theodor Scholl             | 1940–1955 |
| Kurt Seiler                               | 1955–1979 |
| Alfred Beuse                              | 1980–1996 |
| Günther Schlegel                          | 1996–2005 |
| Matthias Porzelle                         | 2005–2012 |
| Jürgen Kohtz                              | 2012–2013 |
| Götz Beyer                                | 2013–2020 |
| Samuel Golling                            | 2021–     |

Vom 1. September 2020 bis zum 30. September 2021 war die Pfarrstelle vakant.